# Narsaq Heliport
Narsaq Heliport (IATA: JNS, ICAO: BGNS) er en grønlandsk heliport beliggende i Narsaq med et asfaltlandingsområde på 20 m x 60 m. I 2008 var der 7.214 afrejsende passagerer fra heliporten fordelt på 689 starter (gennemsnitligt 10,47 passagerer pr. start).
Narsaq Heliport drives af Mittarfeqarfiit, Grønlands Lufthavnsvæsen. Statens Luftfartsvæsen fører tilsyn med heliporten.

## Eksterne links
- AIP for BGNS fra Statens Luftfartsvæsen Arkiveret 24. februar 2012 hos  Wayback Machine